# لوئیس اسکالارو
لوئیس اسکالارو (انگلیسی: Luis Scatolaro؛ زادهٔ ۱۲ فوریه ۱۹۶۳) بازیکن فوتبال است.